# Bartenheim
Bartenheim là một xã trong tỉnh Haut-Rhin, thuộc vùng Grand Est của nước Pháp, có dân số là 2913 người (thời điểm 1999). Xã nằm phía tây-bắc của Cảng hàng không Basel Mulhouse Freiburg.

## Thông tin nhân khẩu
| 1962  | 1968  | 1975  | 1982  | 1990  | 1999  |
| ----- | ----- | ----- | ----- | ----- | ----- |
| 1.936 | 2.014 | 2.413 | 2.452 | 2.483 | 2.913 |